# Beatrix z Rethelu

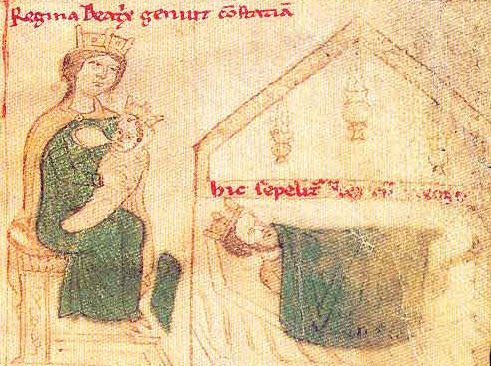
Královna Beatrix s dcerou Konstancií u lůžka umírajícího Rogera Sicilského na dobové iluminaci

Beatrix z Rethelu (asi 1130 – 31. března 1185) byla sicilskou královnou jako třetí manželka prvního sicilského krále Rogera II.
Narodila se z manželství hraběte Ithiera/Günthera s Beatrix Namurskou a měla osm sourozenců. Babička Matilda z Rethelu, manželka Oda z Vitry, byla sestrou jeruzalémského krále Balduina II.
Roku 1151 se Beatrix provdala za sicilského krále Rogera II., s nímž měla jedinou dceru Konstancii, která se v roce 1186 provdala za pozdějšího císaře Jindřicha VI. a po smrti Viléma III. se stala poslední sicilskou královnou z rodu Hauteville.